# Pastoral Symphony
La Pastoral Symphony (Sinfonia pastorale), è un'opera del compositore inglese Ralph Vaughan Williams, scritta nel 1922, pubblicata con questo titolo e numerata solo più tardi con il sottotitolo Sinfonia n. 3.

## Storia
L'ispirazione iniziale di Vaughan Williams nello scrivere questa sinfonia gli venne durante la prima guerra mondiale, dopo aver sentito un trombettista esercitarsi e suonare accidentalmente un intervallo di settima invece che di ottava; questo alla fine portò alla cadenza della tromba nel secondo movimento.
Il lavoro è tra i meno eseguiti delle sinfonie di Vaughan Williams, ma ha guadagnato la fama di essere un'elegia sottilmente bella per i morti della prima guerra mondiale e una meditazione sui suoni della pace. Come molte opere del compositore, la Pastoral Symphony non è programmatica, però il suo spirito è molto evocativo. Nessuno dei movimenti è particolarmente veloce o ottimista (lo stesso compositore l'ha descritta come "quattro movimenti, tutti lenti"), ma ci sono sezioni isolate estroverse.
Fu eseguita per la prima volta a Londra il 16 gennaio 1922, sotto la direzione di Adrian Boult.
La sinfonia fu respinta da Constant Lambert, che scrisse che la sua "creazione di un particolare tipo di umore grigio, riflessivo, paesaggio inglese ha superato le esigenze della forma sinfonica". Il commento spesso citato di Peter Warlock secondo cui "è tutto un po' troppo simile a una mucca che guarda oltre un cancello" era in realtà un commento sullo stile di Vaughan Williams in generale e non era mirato specificamente alla Pastoral Symphony, che al contrario descrisse come "un'opera veramente splendida" e "la migliore musica orchestrale inglese di questo secolo". Vaughan Williams sottolineò, tuttavia, che il lavoro "non rappresenta affatto degli agnellini che fanno le capriole come la maggior parte della gente dà per scontato" (vale a dire, lo scenario pastorale inglese); il suo riferimento è ai campi della Francia durante la prima guerra mondiale, dove il compositore prestò servizio nel Royal Army Medical Corps.

## Struttura
La sinfonia è in quattro movimenti:
1. Molto moderato
 Audio playback is not supported in your browser. You can download the audio file. Audio playback is not supported in your browser. You can download the audio file.
2. Lento moderato – Moderato maestoso – il movimento lento si apre con un assolo di corno naturale in fa maggiore sopra un accordo in fa minore, un tema sviluppato da un violoncello solista.
 Audio playback is not supported in your browser. You can download the audio file.
3. Proprio come nel primo movimento, le idee scorrono dolcemente da una all'altra, portando infine alla cadenza della tromba. Qui lo strumento è in effetti una tromba naturale (una tromba senza valvole) in mi bemolle, poiché all'orchestrale viene chiesto di non usare le valvole. Di conseguenza, viene suonata la settima armonica invece della normale settima minore e quindi suona leggermente stonata con l'equivalente più vicino nel temperamento equabile di 12 toni.
 Audio playback is not supported in your browser. You can download the audio file.
4. L'intera cadenza viene suonata su una nota di pedale negli archi. Il materiale della cadenza riappare in seguito sul corno naturale in fa, accompagnato delicatamente da un tema di ritorno ora riprodotto sul corno inglese.[6] Il movimento termina con un accordo silenzioso nel registro alto dei violini.
5. Moderato pesante – Vaughan Williams ha descritto questo movimento, la parte scherzo della sinfonia, come una "danza lenta".
 Audio playback is not supported in your browser. You can download the audio file. Il trio, introdotto dalla sezione degli ottoni, ha una qualità più veloce, più luminosa ma conserva parte della pesantezza della musica precedente.
 Audio playback is not supported in your browser. You can download the audio file.
6. Dopo il ritorno più breve del materiale principale, c'è una coda con alcune scritte fugali. Questa è l'unica volta in cui una musica veramente veloce appare nella sinfonia. Un tema della sezione principale del movimento si insinua in questa fuga. Il movimento termina in un accordo maggiore.
7. Lento – il movimento finale ritorna alla maniera contemplativa dei primi due movimenti e agisce come un riassunto e una coda per il resto della sinfonia.[7] Inizia con un passaggio pentatonico per una voce di soprano senza parole (silenziosa fino a questo punto), cantata su un rullo di tamburi leggero.
 Audio playback is not supported in your browser. You can download the audio file.
8. L'orchestra inizia quindi una rapsodia elegiaca. Il culmine della sinfonia arriva quando tutti i violini espongono la melodia appassionato di apertura del soprano. Alla fine della sinfonia, il soprano torna a cantare la musica in silenzio.

## Strumentazione
Una esecuzione tipica della sinfonia dura circa 35 minuti. È orchestrata per una grande orchestra tra cui:
- 3 flauti (3° raddoppia sull'ottavino), 2 oboi, corno inglese, 3 clarinetti (in si bemolle e la; il 3° raddoppia sul clarinetto basso), 2 fagotti
- 4 corni (in fa), 3 trombe (in do, 1 suona anche la tromba naturale in mi bemolle), 3 tromboni, tuba
- timpani, triangolo, piatti, grancassa
- celesta, arpa e archi
- più un soprano senza parole nel 4° movimento.

## Incisioni
| Anno | Solista             | Direttore              | Orchestra                                   | Etichetta           | Numero di catalogo |
| ---- | ------------------- | ---------------------- | ------------------------------------------- | ------------------- | ------------------ |
| 1952 | Margaret Ritchie    | Adrian Boult           | London Symphony Orchestra                   | Decca               | (LP) LXT 2787      |
| 1966 | Valerie Hill        | Adrian Boult           | BBC Symphony Orchestra                      | BBC Radio Classics  | (LP) 15656 91642   |
| 1968 | Margaret Price      | Adrian Boult           | New Philharmonia                            | HMV                 | (LP) ASD 2393      |
| 1971 | Heather Harper      | André Previn           | London Symphony Orchestra                   | RCA                 | (LP) SB 6861       |
| 1987 | Yvonne Kenny        | Bryden Thomson         | London Symphony Orchestra                   | Chandos             | (CD) CHAN 8594     |
| 1988 | Yelena Dof-Donskaya | Gennadi Rozhdestvensky | USSR Ministry of Culture Symphony Orchestra | Melodiya            | (LP) 2170          |
| 1991 | Alison Barlow       | Vernon Handley         | Royal Liverpool Philharmonic Orchestra      | EMI Eminence        | (CD) CD-EMX 2192   |
| 1991 | Linda Hohenfeld     | Leonard Slatkin        | Philharmonia Orchestra                      | RCA Victor Red Seal | (CD) 09026 61194-2 |
| 1992 | Patricia Rozario    | Kees Bakels            | Bournemouth Symphony Orchestra              | Naxos               | (CD) 8.550733      |
| 1996 | Patricia Rozario    | Andrew Davis           | BBC Symphony Orchestra                      | Teldec              | (CD) 0630-13139-2  |
| 1996 | Amanda Roocroft     | Bernard Haitink        | London Philharmonic Orchestra               | EMI Classics        | (CD) 5 56564 2     |
| 1997 | Rosa Mannion        | Roger Norrington       | London Philharmonic Orchestra               | Decca               | (CD) 458 357-2     |
| 2002 | Rebecca Evans       | Richard Hickox         | London Symphony Orchestra                   | Chandos             | (CD) CHAN 10001    |
| 2013 | Sarah Fox           | Mark Elder             | The Hallé                                   | Hallé               | (CD) CDHLL7540     |
| 2016 | Andrew Staples      | Andrew Manze           | Royal Liverpool Philharmonic Orchestra      | Onyx                | (CD) ONYX 4161     |
| 2020 | Elizabeth Watts     | Martyn Brabbins        | BBC Symphony Orchestra                      | Hyperion            | (CD) CDA68280      |